# Axis of Justice
Axis of Justice är en ideell organisation grundad av Serj Tankian och Tom Morello under 2002. Enligt Morello uppstod idén om Axis of Justice efter att han och Tankian hade sett några personer i publiken på Ozzfest 2002 som förespråkade rasistiska bilder och symboler. Organisationen började ett samarbete med Anti-Racist Action kort därefter för att visa på att Axis of Justice främst stod för antirasism och antifascism. Axis of Justice-tält fanns på plats då antingen Audioslave eller System of a Down uppträdde och månatliga radioprogram sändes via radiokanalen KPFK (90,7 FM) i Los Angeles. I november 2004 släpptes ett livealbum under namnet Axis of Justice: Concert Series Volume 1 där flera gästartister finns med. Syftet med albumet var att samla in pengar till Axis of Justice för att de ska kunna kämpa för sina syften.